# 申福帝姫
申福帝姫（しんふくていき、1113年 - 1114年）は、北宋の徽宗の第21皇女。

## 経歴
修容嬪王氏（後の小王貴妃）の娘として政和3年（1113年）閏4月に生まれ、100日で申福帝姫の位を授けられた。政和4年（1114年）2月、夭折した。諡は沖慧。

## 伝記資料
- 『宋会要輯稿』
- 『皇第二十一女特封申福帝姫制』